# Campeonato Mineiro de Voleibol Feminino de 2021
O Campeonato Mineiro de Voleibol Feminino de 2021 foi a edição desta competição organizada pela Federação Mineira de Vôlei. Participarão do torneio quatro equipes provenientes de dois municípios mineiros Belo Horizonte, Contagem e Uberlândia, além da equipe convidada de Taguatinga, inicialmente prevista para o período de 13 a 15 de outubro, todos os jogos realizados na Arena Minas, em razão de casos da COVID-19 com atletas participantes, iniciou-se em 14 de outubro e no dia 16 já estava definido a equipe campeã, restando apenas uma partida para definir segunda posição que ocorreu em 1 de dezembro.

## Sistema de Disputa
O torneio será disputado em turno único, no qual todas as equipes jogam entre si, a definição do pódio será definida por meio do sistema de pontos corridos (circuito).

## Equipes Participantes
Equipes que disputam a Campeonato Mineiro de Voleibol Feminino de 2021:
| Equipe            | Cidade         | Última participação | Mineiro 2020 |
| ----------------- | -------------- | ------------------- | ------------ |
| Praia Clube       | Uberlândia     | Mineiro 2020        | 2º           |
| Argos Vôlei       | Contagem       | Estreante           | —            |
| Minas Tênis Clube | Belo Horizonte | Mineiro 2020        | 1º           |
| Brasília Vôlei    | Taguatinga     | Mineiro 2020        | 3º           |

### Classificação
- Vitória por 3 sets a 0 ou 3 a 1: 3 pontos para o vencedor;
- Vitória por 3 sets a 2: 2 pontos para o vencedor e 1 ponto para o perdedor.
- Não comparecimento, a equipe perde 2 pontos.
- Em caso de igualdade por pontos, os seguintes critérios servem como desempate: número de vitórias, média de sets e média de pontos.

|  |         |
|  | Campeão |

|     |                   |     | Jogos | Jogos | Jogos | Resultados | Resultados | Resultados | Resultados | Resultados | Resultados | Sets | Sets | Sets  | Pontos | Pontos | Pontos |
| Pos | Equipe            | Pts | T     | V     | D     | 3–0        | 3–1        | 3–2        | 2–3        | 1–3        | 0–3        | V    | P    | R     | V      | P      | R      |
| --- | ----------------- | --- | ----- | ----- | ----- | ---------- | ---------- | ---------- | ---------- | ---------- | ---------- | ---- | ---- | ----- | ------ | ------ | ------ |
| 1   | Praia Clube       | 9   | 3     | 3     | 0     | 3          | 0          | 0          | 0          | 0          | 0          | 9    | 0    | MAX   | 225    | 158    | 1.424  |
| 2   | Minas Tênis Clube | 6   | 3     | 2     | 1     | 2          | 0          | 0          | 0          | 0          | 1          | 6    | 3    | 2,000 | 209    | 168    | 1.244  |
| 3   | Brasília Vôlei    | 3   | 3     | 1     | 2     | 0          | 1          | 0          | 0          | 0          | 2          | 3    | 7    | 0.429 | 208    | 219    | 0.950  |
| 4   | Argos Vôlei       | 0   | 3     | 0     | 3     | 0          | 0          | 0          | 0          | 1          | 2          | 1    | 9    | 0.111 | 151    | 248    | 0.609  |

Resultados
| 14 de outubro de 2021 20:00 Relatório | Praia Clube | 3 — 0             | Brasília Vôlei | Arena Minas, Belo Horizonte |
| 14 de outubro de 2021 20:00 Relatório | 25          | Set 1 Set 2 Set 3 | 19 20          | Arena Minas, Belo Horizonte |

| 15 de outubro de 2021 18:00 Relatório | Praia Clube | 3 — 0             | Argos Vôlei | Arena Minas, Belo Horizonte |
| 15 de outubro de 2021 18:00 Relatório | 25          | Set 1 Set 2 Set 3 | 11 15 14    | Arena Minas, Belo Horizonte |

| 15 de outubro de 2021 20:00 [ Relatório] | Minas Tênis Clube | 3 — 0             | Brasília Vôlei | Arena Minas, Belo Horizonte |
| 15 de outubro de 2021 20:00 [ Relatório] | 25                | Set 1 Set 2 Set 3 | 18 19 14       | Arena Minas, Belo Horizonte |

| 16 de outubro de 2021 16:00 Relatório | Argos Vôlei | 1 — 3                   | Brasília Vôlei | Arena Minas, Belo Horizonte |
| 16 de outubro de 2021 16:00 Relatório | 14 18 25 12 | Set 1 Set 2 Set 3 Set 4 | 25 23 25       | Arena Minas, Belo Horizonte |

| 16 de outubro de 2021 18:00 Relatório | Praia Clube | 3 — 0             | Minas Tênis Clube | Arena Minas, Belo Horizonte |
| 16 de outubro de 2021 18:00 Relatório | 25          | Set 1 Set 2 Set 3 | 20 17 22          | Arena Minas, Belo Horizonte |

| 1 de dezembro de 2021 20:00 Relatório | Minas Tênis Clube | 3 — 0             | Argos Vôlei | Arena Minas, Belo Horizonte |
| 1 de dezembro de 2021 20:00 Relatório | 25                | Set 1 Set 2 Set 3 | 20 13 9     | Arena Minas, Belo Horizonte |

## Classificação final
| Classficação | Equipe            |
| ------------ | ----------------- |
| 1            | Praia Clube       |
| 2            | Minas Tênis Clube |
| 3            | Taguatinga        |
| 4            | Argos Vôlei       |

## Premiações
| Campeonato Mineiro de 2021      |
| ------------------------------- |
| Praia Clube Campeão (8º título) |